# Kazimierz Nosalewski
Kazimierz Nosalewski (ur. 21 lutego 1871 w Smotryczu, zm. 29 kwietnia 1947 w Łomnicy na Dolnym Śląsku) – polski ziemianin, ksiądz infułat, polityk, senator V kadencji w II Rzeczypospolitej, kanonik honorowy Kapituły Żytomierskiej.

## Życiorys
Urodził się w rodzinie Aleksandra i Zofii z hr. Potockich. Ukończył gimnazjum w Kamieńcu Podolskim i Seminarium Duchowne w Żytomierzu. W 1899 roku święcenia kapłańskie.
W czasie I wojny światowej uczestniczył w tworzeniu polskich formacji wojskowych w Rosji i wspierał działalność niepodległościową. W 1914 roku zorganizował (i został prezesem) komitetu obywatelskiego niesienia pomocy rannym, m.in. zorganizował szpital. W 1915 roku utworzył komitet niesienia pomocy Polakom – jeńcom i więźniom politycznym. W 1916 roku był komisarzem na miasto Płoskirów z ramienia Polskiego Komitetu Wykonawczego na Rusi, organizatorem szkoły wydziałowej i gimnazjum polskiego oraz formacji wojskowej. W 1918 roku prowadził akcję odkupywania broni od żołnierzy rosyjskich, by ją przekazać Wojsku Polskiemu. W 1919 roku był dwukrotnie aresztowany przez bolszewików i zagrożony rozstrzelaniem. Po dokonanym na mocy Traktatu Ryskiego włączeniu Kamieńca Podolskiego do ZSRR przeniósł się do Polski.
Kalendarium jego życia duchownego wygląda następująco:
- wikariusz w Barze (1899–1904),
- administrator parafii i proboszcz w Ternówce (1904–1905),
- proboszcz w Płoskirowie (1905–1922), gdzie zainicjował budowę kościoła, współtworzył tajne szkółki dla dzieci i ufundował zakład wychowawczy dla sierot. Był patronem tamtejszego więzienia. Prowadził tajne prace niepodległościowe wśród młodzieży, działalność oświatową, zakładał kółka samokształceniowe, m.in. w parafiach: Jarmolinieckiej, Szarawieckiej i Felsztyńskej. Przewodnodniczył Towarzystwu Dobroczynności i był członkiem Zarządu Głównego Polskiej Macierzy Szkolnej na Podolu, był inicjatorem budowy szeregu szkół polskich, m.in. 4-klasowej szkoły wydziałowej,
- po 1905 roku był zaangażowany w restytucję diecezji kamienieckiej ze stolicą w Kamieńcu Podolskim,
- od 1909 wspierał działalność jednego z tajnych bezhabitowych zgromadzeń zakonnych organizującego tajne szkoły i zakłady wychowawcze,
- kanonik (1918),
- proboszcz katedry w Kamieńcu Podolskim i rektor kościoła pojezuickiego pw. Najświętszego Serca Pana Jezusa we Włodzimierzu Wołyńskim od 1919 roku,
- na polecenie wizytatora apostolskiego Achilla Rattiego (późniejszego papieża Piusa XI) na podstawie bulli papieskiej doprowadził do otwarcia diecezji kamienieckiej i objęcia nad nią zarządu per procura biskupa Piotra Mańkowskiego,
- wikariusz generalny diecezji kamienieckiej (1919–1926), po powrocie biskupa Mańkowskiego,
- prałat papieski (1920),
- rektor małego seminarium duchownego kamienieckiego w Buczaczu (1920–1925),
- protonotariusz apostolski (1922),
- rektor małego seminarium duchownego łuckiego we Włodzimierzu Wołyńskim (1926–1933), proboszcz parafii pw. Najświętszego Serca Pana Jezusa tamże,
- proboszcz w Zdołbunowie (1932–1933),
- proboszcz w Szumsku (1934–1935),
- proboszcz w Poczajowie (od 1935)[4][1].

Był również radnym miejskim i współorganizatorem średniej szkoły mechanicznej we Włodzimierzu Wołyńskim, członkiem samorządu powiatowego i wiceprezesem PMS na Wołyniu.
W 1938 roku został senatorem V kadencji (1938–1939). Był wybrany z listy OZN z województwa wołyńskiego.
Na początku II wojny światowej wyjechał przez Lwów do Przemyśla, gdzie mieszkał w klasztorze ss. karmelitanek bosych w Przemyślu. 3 maja 1940 roku wyjechał do Krakowa. Od 1941 roku mieszkał w klasztorze karmelitów w Krakowie.
We wrześniu 1945 podjął pracę na Dolnym Śląsku w parafii Łomnica k. Mysłakowic. Zmarł tamże i został pochowany przy ścianie miejscowego kościoła parafialnego.

## Ordery i odznaczenia
- Złoty Krzyż Zasługi (10 listopada 1933)[5]
- Medal Niepodległości (16 marca 1937)[6]